# Alfred Plé
Alfred Plé, francoski veslač, * 9. januar 1888, Pariz, † 4. marec 1980, Limeil-Brévannes, Val-de-Marne. 
Plé je na Poletnih olimpijskih igrah 1920 v Antwerpnu za Francijo osvojil bronasto medaljo. V dvojnem dvojcu je bil njegov veslaški partner takrat Gaston Giran.